# Soleil Football Club
Il Soleil Football Club è una società calcistica con sede a Cotonou in Benin.
Il club milita nel campionato beninese di calcio e gioca le gare casalinghe allo stadio Stade René Pleven d'Akpakpa.
I colori sociali del club sono il giallo e il nero.

## Palmarès

### Altri piazzamenti
- Benin Premier League:

Secondo posto: 2007
- Benin Cup:

Finalista: 2003

## Rosa 2011
| N. |                  | Ruolo | Calciatore          |
| -- | ---------------- | ----- | ------------------- |
|    | Ghana (bandiera) | P     | Jonas Bide          |
|    | Benin (bandiera) | P     | Aimé Sotinfode      |
|    | Benin (bandiera) | D     | Coffi Degboe        |
|    | Benin (bandiera) | D     | De Gaulle Hountonto |
|    | Benin (bandiera) | D     | Dine Koukpere       |
|    | Benin (bandiera) | D     | Akim Lawani         |
|    | Benin (bandiera) | D     | Aziz Moustapha      |
|    | Benin (bandiera) | C     | Wassiou Oladipupo   |
|    | Benin (bandiera) | C     | Gérard Adanhoume    |
|    | Benin (bandiera) | C     | Coffi Agbessi       |

| N. |                  | Ruolo | Calciatore           |
| -- | ---------------- | ----- | -------------------- |
|    | Benin (bandiera) | C     | Fabrice Aizansi      |
|    | Benin (bandiera) | C     | James Collins        |
|    | Benin (bandiera) | C     | Achille Lamadousselo |
|    | Benin (bandiera) | C     | Nansirou Youssouf    |
|    | Benin (bandiera) | A     | Jacques Bessan       |
|    | Benin (bandiera) | A     | Arnaud Kassa         |
|    | Benin (bandiera) | A     | Harouna Makadas      |
|    | Benin (bandiera) | A     | Daniel Olaniran      |
|    | Benin (bandiera) | A     | Kadiri Sanni         |